# IC 4619
IC 4619 ist eine Spiralgalaxie vom Hubble-Typ Sc im Sternbild Herkules am Nordsternhimmel. Sie ist schätzungsweise 466 Millionen Lichtjahre von der Milchstraße entfernt.
Das Objekt wurde am 17. Juli 1903 von Royal Harwood Frost entdeckt.